# Willis John Gertsch
Willis John Gertsch (abrevia Gertsch) fue un aracnólogo estadounidense ( 4 de octubre de 1906, Montpelier, Idaho - 1998).
Fue especialista en arácnidos, y curador en el Museo Americano de Historia Natural. Describió más de 1000 especies de arañas.

## Honores

### Taxones eponímicos
- Psilochorus gertschi Schenkel, 1950, ragno (Pholcidae)
- Cicurina gertschi Exline, 1936, (Dictynidae)
- Castianeira gertschi Kaston, 1945, (Corinnidae)
- Appaleptoneta gertschi (Barrows, 1940), (Leptonetidae)
- Nesticus gertschi Coyle & McGarity, 1992, (Nesticidae)
- Mecaphesa gertschi (Kraus, 1955), (Thomisidae)
- Clubiona gertschi Edwards, 1958, (Clubionidae)
- Calilena gertschi Chamberlin & Ivie, 1941, (Agelenidae)

## Algunas publicaciones
- 1933a. New genera and species of North American spiders. Am. Museum Novitates 636: 1-28 PDF Archivado el 14 de junio de 2007 en Wayback Machine.
- 1933b. Diagnoses of new American spiders. Am. Museum Novitates 637: 1-14 PDF Archivado el 13 de junio de 2007 en Wayback Machine.
- 1934a. Notes on American Lycosidae. Am. Museum Novitates 693: 1-25 PDF (enlace roto disponible en Internet Archive; véase el historial, la primera versión y la última).
- 1934b. Further notes on American spiders. Am. Museum Novitates 726: 1-26 PDF Archivado el 11 de junio de 2007 en Wayback Machine.
- 1935a. Spiders from the southwestern USA, with descriptions of new species. Am. Museum Novitates 792: 1-31 PDF Archivado el 12 de junio de 2007 en Wayback Machine.
- 1935b. Further notes on American Lycosidae. Con H. K. Wallace. Am. Museum Novitates 794: 1-22 PDF Archivado el 11 de junio de 2007 en Wayback Machine.
- 1936a. Diagnoses of new Southern spiders. Con Stanley Mulaik. Am. Museum Novitates 851: 1-21 PDF Archivado el 12 de junio de 2007 en Wayback Machine.
- 1936b. Descriptions of new American spiders. Con Wilton Ivie. Am. Museum Novitates 858: 1-25 PDF Archivado el 12 de junio de 2007 en Wayback Machine.
- 1939. William Jellison. Notes on a collection of spiders from Montana. Am. Museum Novitates 1032: 1-13 PDF (enlace roto disponible en Internet Archive; véase el historial, la primera versión y la última).
- 1939: A revision of the typical crab-spiders (Misumeninae) of America north of Mexico. Bull. of the Am. Museum of Natural History 76(7): 277-442. PDF Archivado el 20 de julio de 2007 en Wayback Machine.
- 1939: Report on a collection of Arachnida from the Chisos Mountains. Contrib. Baylor Univ. Mus., Waco, Texas 24: 17-26.
- 1941. New American spiders of the family Clubionidae. I. Am. Museum Novitates 1147: 1-20 PDF Archivado el 13 de junio de 2007 en Wayback Machine.
- 1949. American Spiders. En Rivista di aracnologia
- 1955. The spider genus Neon in North America. Am. Museum Novitates 1743: 1-17 PDF Archivado el 14 de junio de 2007 en Wayback Machine.
- 1958. The spider family Plectreuridae. Am. Museum Novitates 1920: 1-53 PDF (enlace roto disponible en Internet Archive; véase el historial, la primera versión y la última).
- 1958. Results of the Puritan - American Museum Expedition to Western Mexico. 4. The scorpions. Am. Museum Novitates 1903: 1-20 PDF Archivado el 22 de junio de 2007 en Wayback Machine.
- 1960. Descriptions of American spiders of the family Symphytognathidae. Am. Museum Novitates 1981: 1-40 PDF Archivado el 22 de junio de 2007 en Wayback Machine.
- 1960. The fulva group of the spider genus Steatoda (Araneae, Theridiidae). Am. Museum Novitates 1982: 1-48 PDF Archivado el 22 de junio de 2007 en Wayback Machine.
- 1961. The spider genus Lutica. Senckenbergiana Biologia 42(4): 365-374
- 1964. The spider genus Zygiella in North America (Araneae, Argiopidae). Am. Museum Novitates 2188: 1-21. PDF Archivado el 14 de junio de 2007 en Wayback Machine.
- 1965 (con Allred, D. M.) "Scorpions of the Nevada Test Site". Brigham Young Univ. Sci. Bull. 6(4): 1-16.
- 1966 (con Soleglad, M.) "The scorpions of the Vejovis boreus group (subgenus Paruroctonus) in North America (Scorpionida, Vejovidae)". Am. Museum Novitates 2278: 1-54. PDF Archivado el 14 de julio de 2007 en Wayback Machine.
- 1971. Scorpion. pp 426-427. En Encyclopedia Americana 24, 824 pp.
- 1972 (con Soleglad, M.) "Studies of North American scorpions of the genera Uroctonus and Vejovis ( Scorpionida, Vejovidae)". Bull. Am. Mus. Nat. Hist. 148(4): 551-607. PDF (enlace roto disponible en Internet Archive; véase el historial, la primera versión y la última).
- 1973. A report on cave spiders from Mexico and Central America. En Robert W. Mitchell &e James R. Reddell, Studies on the cavernicole fauna of Mexico and adjacent regions. Assoc. for Mexican Cave Studies Bull. 5: 141-163.
- 1974. Scorpionida. In Encyclopedia Britannica, 15.ª ed. vol. 16: 401-403
- 1976 (con Susan Riechert). The spatial and temporal partitioning of a desert spider community, with descriptions of new species. Am. Museum Novitates 2604: 1-25 PDF Archivado el 13 de junio de 2007 en Wayback Machine.
- 1979 (con Norman Platnick. A revision of the spider family Mecicobothriidae (Araneae, Mygalomorphae). Am. Museum Novitates 2687: 1-32. PDF Archivado el 13 de junio de 2007 en Wayback Machine.
- 1979. American Spiders. 2ª ed. Van Nostrand Reinhold Co. New York, 274 pp.
- 1982. The spider genera Pholcophora and Anopsicus (Araneae, Pholcidae) in North America, Central America, and the West Indies. In James R. Reddell, ed., Further studies on the cavernicole fauna of Mexico and adjacent regions, pp. 95-144. Assoc. for Mexican Cave Studies Bulletin 8 (o Bull. Texas Memorial Museum 28)
- 1984. The spider family Nesticidae (Araneae) in North America, Central America, and the West Indies. Bull. Texas Memorial Museum 31: i-viii, 1-91
- 1989 (con Polis, G. A.) " Major Arachnid orders. Scorpions. Classification". New Encyclop. Brit. 13: 920

## Abreviatura (zoología)
La abreviatura Gertsch  se emplea para indicar a Willis John Gertsch como autoridad en la descripción y taxonomía en zoología.